# Daphnandra melasmena
Daphnandra melasmena är en tvåhjärtbladig växtart som beskrevs av Richard Schodde. Daphnandra melasmena ingår i släktet Daphnandra och familjen Atherospermataceae. Inga underarter finns listade i Catalogue of Life.